# イ・ジニョク
イ・ジニョク（朝: 이진혁、1996年6月8日 - ）は、韓国の歌手・ダンサーであり、男性アイドルグループ「UP10TION」の元メンバーである。

## 略歴
- 2015年9月11日、UP10TIONのメンバーとしてデビュー。当時の芸名は「ウェイ」[1]で、ポジションはリードラッパー。
- 2019年、UP10TIONとしての活動を一時中断し、メンバーのウソク（キム・ウソク）と共にTOPメディア所属練習生としてMnetのサバイバルオーディション番組「PRODUCE X 101」に出演[2]。最終順位は12位でX1としてのデビューはならなかった[注釈 1]。
- 2019年7月22日、芸名をウェイからイ・ジニョクへ変更することを所属事務所を通じて発表し、自身のInstagramを開設した[1]。
- 2019年8月10日、ソウル慶煕大学校平和の殿堂でソロファンミーティングを開催[4]。
- 2019年11月4日、ミニアルバム「S.O.L」でソロデビュー。
- 2020年3月、ドラマ「その男の記憶法」にチョ・イルグォン役で出演し、俳優デビュー[5]。
- 2023年2月28日、所属事務所のTOPメディアとの契約が終了[6]し、同年3月よりBillエンターテインメントに移籍している[7]。

## 人物
- 出生名はイ・ソンジュン。2019年に本名をイ・ジニョクに改名した。当初の芸名だった「ウェイ」は“大きい”“盛んだ”という意味と、英語の“WAY”“道”という意味をすべて込めたものであった。尊敬するアーティストはマイケル・ジャクソン[8]。
- MBC「ラジオスター」に出演した際に、酒、タバコ、カフェインすべてを摂取していないようにしていると明かした[9]。理由としては、生まれてすぐに心臓弁膜が正常に機能せず、手術を受けたためであり、今も定期検診を受けているとのこと[10]。

## ディスコグラフィ

### フォトブック
| No. | 発売日         | タイトル      | 形態                 |
| --- | -------------- | ------------- | -------------------- |
| 1st | 2019年12月31日 | My Fairy Tale | SNOW Ver./GREEN Ver. |

### 参加楽曲

#### PRODUCE X 101
- X1-MA（2019年3月）
- PRODUCE X 101 - 31 Boys 5 Concepts（2019年6月） - MOVE
- PRODUCE X 101 - FINAL（2019年7月） - 소년미(少年美)、꿈을 꾼다(Dream For You)

## 出演

### TV

#### テレビドラマ
| タイトル                   | 放送局 | 放送期間                | 役                 |
| -------------------------- | ------ | ----------------------- | ------------------ |
| その男の記憶法             | MBC    | 2020年3月18日 - 5月13日 | チョ・イルグォン役 |
| 離すな、魂の綱             | JTBC   | 2020年7月31日 - 9月4日  | ジョンシン役       |
| イベントを確認してください | MBC    | 2021年8月14日 -         | ソン・ジョンホ役   |
| Dear.M                     | KBS2   | 放送延期                | キル・モクジン役   |
| なぜオ・スジェなのか       | SBS    |                         | ナム・チュンプン役 |

#### バラエティ
| タイトル                      | 放送局 | 放送期間                       | 備考          |
| ----------------------------- | ------ | ------------------------------ | ------------- |
| PRODUCE X 101                 | Mnet   | 2019年5月3日 - 7月19日         |               |
| ラジオスター                  | MBC    | 2019年8月7日                   | [ 20 ]        |
| ホンゾクアプリ                | JTBC   | 2019年8月24日 - 31日           | [ 21 ]        |
| 早く言ってください            | JTBC   | 2019年9月10日 - 10月22日       | [ 22 ]        |
| お姉さんのサロン              | MBC    | 2019年9月12日                  | [ 23 ]        |
| 線を越えるやつら2             | MBC    | 2019年9月29日、10月20日 - 27日 | [ 24 ] [ 25 ] |
| 偏屈な5兄弟                   | JTBC   | 2019年10月31日 - 2020年2月6日  |               |
| ドン・キホーテ                | tvN    | 2019年11月2日 - 12月21日       |               |
| チプサブイルチェ              | SBS    | 2020年4月5日 - 12日            | [ 26 ]        |
| 驚きの土曜日-ドレミマーケット | tvN    | 2020年4月25日                  | [ 27 ]        |
| ランニングマン                | SBS    | 2020年5月17日                  |               |
| TMIニュース                   | Mnet   | 2020年8月12日                  |               |
| 知ってるお兄さん              | JTBC   | 2020年8月15日                  |               |
| クイズの上のアイドル          | KBS2   | 2020年9月21日                  | [ 28 ]        |

### ウェブ配信

#### バラエティ
| タイトル                      | 放送局 | 放送期間               | 備考   |
| ----------------------------- | ------ | ---------------------- | ------ |
| アイドル喫茶店2               | seezn  | 2019年12月3日、5日     | [ 29 ] |
| 友情ズの“インサ”ツアーLike it | seezn  | 2020年3月16日 - 6月2日 | [ 30 ] |
| Sing Stay2                    | seezn  | 2020年7月20日          | [ 31 ] |
| 少年メンタルキャンプ          | wavve  | 2020年8月7日 - 9月11日 | [ 32 ] |

### ミュージカル
- ON AIR -秘密契約（2021年3月20日 - 4月18日） - アーロン役[33]

## 公演

### ファンミーティング
| 年     | 公演名                                             | 開催日   | 会場                                  |
| ------ | -------------------------------------------------- | -------- | ------------------------------------- |
| 2019年 | 진혁:해 [T.Y.F.L]                                  | 8月10日  | 大韓民国・慶慶大学 平和の殿堂         |
| 2019年 | 진혁:해 [T.Y.F.L] in Thailand                      | 9月15日  | タイ・BCC Hall, Central Plaza Ladprao |
| 2019年 | 진혁:해 [T.Y.F.L] in Taiwan                        | 10月13日 | 台湾・台北國際會議中心 TICC           |
| 2019年 | LEE JIN HYUK 1st SOLO <S.O.L> FANMEETING IN MANILA | 12月14日 | フィリピン・New Frontier Theater      |
| 2019年 | VANILLA STAGE：MERRY JINHYUK DAY                   | 12月18日 | 大韓民国・YES24ライブホール           |
| 2019年 | LEE JIN HYUK 1st SOLO <S.O.L> FANMEETING IN MACAU  | 12月21日 | マカオ・澳門百老匯舞台                |
| 2023   | 2023 LEE JIN HYUK LIVE CONCERT [4eVer]             | 2月25日  |                                       |
| 2023   | 2023 LEE JIN HYUK LIVE CONCERT [4eVer] in TAIPEI   | 3月4日   |                                       |

### ショーケース
| 年     | 公演名                                             | 開催日  | 会場                  |
| ------ | -------------------------------------------------- | ------- | --------------------- |
| 2019年 | LEE JIN HYUK 1st SOLO ALBUM DEBUT <S.O.L> SHOWCASE | 11月4日 | 大韓民国・KBSアリーナ |
| 2020年 | LEE JIN HYUK <Splash!> COMEBACK SHOWCASE           | 7月1日  | オンライン開催        |
| 2021年 | LEE JIN HYUK SHOWCASE : [SCENE26]                  | 4月6日  | オンライン開催        |

### その他
- 2020 ALL THE K-POP with Mixchannel（2020年12月12日）
- KCON:TACT 3（2021年3月26日）[41]